# Behind Enemy Lines II: Axis of Evil
Behind Enemy Lines II: Axis of Evil s een Amerikaanse oorlogsfilm uit 2006, geschreven en geregisseerd door James Dodson en met in de hoofdrol Nicholas Gonzalez. De film is het vervolg op Behind Enemy Lines uit 2001.

## Verhaal
Noord-Korea voedt een nieuwe drietraps Topol intercontinentale ballistische raket, die kernwapens kan vervoeren en daardoor de Verenigde Staten kan raken. De Amerikaanse president besluit in eerste instantie een team van speciale eenheden te sturen om de raketlocatie te vernietigen. Maar op het moment dat het team wordt gelanceerd, wordt de operatie plotseling geannuleerd en bevinden slechts vier soldaten zich diep in vijandelijk gebied. Samen met enkele onverwachte bondgenoten zullen ze de as van het kwaad kunnen verslaan.

## Rolverdeling
| Acteur                | Personage                                       |
| --------------------- | ----------------------------------------------- |
| Nicholas Gonzalez     | luitenant Robert James                          |
| Matt Bushell          | Master Chief Neil T. "Spaz" Callaghan           |
| Bruce McGill          | generaal Norman T. Vance                        |
| Denis Arndt           | CIA-directeur Weylon Armitage                   |
| Peter Coyote          | president Adair T. Manning                      |
| April Grace           | minister van Buitenlandse Zaken Ellie Brilliard |
| Glenn Morshower       | admiraal Henry D. Wheeler                       |
| Joseph Steven Yang    | commandant Hwang                                |
| Kenneth Choi          | ambassadeur Li Sung Park                        |
| Keith David           | Master Chief Scott Boytano                      |
| Ben Cross             | commandant Tim Mackey                           |
| Mykel Shannon Jenkins | Chief Warrant Officer Lawrence Meideros         |

## Productie
Hoewel de titel van het vervolg suggereert naar de eerder uitgebrachte titel, zijn de plot en setting tussen beide films niet met elkaar verbonden.

## Release
De film werd op 8 januari 2006 uitgebracht  in Duitsland en 17 oktober 2006 in de Verenigde Staten als direct-naar-video-film.

## Ontvangst
Op Rotten Tomatoes heeft Behind Enemy Lines II: Axis of Evil een waarde van 0% en een gemiddelde score van 3,40/10, gebaseerd op 5 recensies.